# Tim Glasby
Pas d'image ? Cliquez ici

a Compétitions nationales et continentales officielles uniquement.

b Matchs officiels uniquement.
Tim Glasby, né le 27 avril 1989 à Townsville (Australie), est un joueur australien de rugby à XIII au poste de pilier ou de troisième ligne dans les années 2010. Il fait ses débuts en National Rugby League en 2013 avec le Storm de Melbourne. Il se fait rapidement une place de titulaire au sein d'une équipe qui remporte la NRL en 2017 et le World Club Challenge en 2018.
Ses performances en club l'amènent également à prendre part à des rencontres avec la sélection du Queensland et remporte le State of Origin en 2017.

## Palmarès
- Collectif :
  - Vainqueur du State of Origin : 2017 (Queensland).
  - Vainqueur du World Club Challenge : 2018 (Melbourne Storm).
  - Vainqueur de la National Rugby League : 2017 (Melbourne Storm).
  - Finaliste de la National Rugby League : 2016 et 2018 (Melbourne Storm).

## Détails

### En club
| Saison | Club              | Compétition           | Matchs | Points | Essais | Buts | Drop |
| ------ | ----------------- | --------------------- | ------ | ------ | ------ | ---- | ---- |
| 2013   | Melbourne Storm   | National Rugby League | 2      | 4      | 1      | 0    | 0    |
| 2014   | Melbourne Storm   | National Rugby League | 13     | 8      | 2      | 0    | 0    |
| 2015   | Melbourne Storm   | National Rugby League | 26     | 8      | 2      | 0    | 0    |
| 2016   | Melbourne Storm   | National Rugby League | 22     | 8      | 2      | 0    | 0    |
| 2017   | Melbourne Storm   | National Rugby League | 23     | 8      | 2      | 0    | 0    |
| 2018   | Melbourne Storm   | National Rugby League | 24     | 4      | 1      | 0    | 0    |
| 2019   | Newcastle Knights | National Rugby League | 21     | 8      | 2      | 0    | 0    |